# Witold Sadowy
Witold Sadowy (7 de janeiro de 1920 – 15 de novembro de 2020) foi um ator polonês de cinema e teatro, bem como publicitário e colunista do diário Gazeta Wyborcza e da revista Życie na gorąco.

## Vida e carreira
Ele nasceu em 7 de janeiro de 1920 em Varsóvia. Em 1944, durante a Revolta de Varsóvia, perdeu o pai e o irmão. Ele voltou para Varsóvia com sua mãe depois que os soviéticos ganharam o controle da cidade.
Ele fez sua estreia no teatro em 1945, interpretando o papel de Florian na peça Le Bourgmestre de Stilmonde, de Maurice Maeterlinck, dirigida por Ryszard Wasilewski. Ele trabalhou em teatros de Varsóvia como Teatro Dramático da Cidade (1945, 1946–1949), Teatro Polonês (1945–1946; 1949–1951), Novo Teatro (1951–1953), Teatro Młoda Warszawa (1953–1957), Teatro Clássico (1957–1972) e TR Warszawa (1972–1988). Ele fez sua última atuação em 1989, interpretando o papel de Marechal de Campo na peça de Zygmunt Nowakowski, The Rosemary Twig.
Na década de 1980, ele começou a trabalhar como colunista de teatro e publicitário em jornais como Życie Warszawy, Życie Codzienne, Słowo, Express Wieczorny e Nowy Dziennik, de Nova Iorque. Desde 1985 também escreve artigos na Gazeta Wyborcza. Publicou vários livros sobre teatro e cinema e ficou conhecido como "o cronista da vida teatral de Varsóvia". A União Polaca de Atores de Teatro (ZASP) concedeu-lhe o título de membro ilustre como reconhecimento do seu trabalho.

## Vida pessoal
Em janeiro de 2020, aos 100 anos, assumiu-se publicamente como homossexual numa reportagem televisiva do canal TVP Kultura dedicada à celebração do centenário do seu nascimento. Ele viveu um relacionamento com Jan Ryżow, um engenheiro, de 1942 até a morte de Ryżow em 1996. Em março de 2020, sua saída recebeu considerável atenção nacional e internacional. Ele morreu em 15 de novembro de 2020.

## Filmografia
- 1946: Zakazane piosenki – violinista
- 1960: Zezowate szczęście – soldado
- 1970: Pogoń za Adamem – oficial
- 1973: Wielka miłość Balzaka – Victor Hugo (episódio 7)
- 1978: ... Gdziekolwiek jesteś panie prezydencie
- 1980: Zamach stanu
- 1980: Sherlock Holmes and Doctor Watson – homem em um hotel (episódio 24)
- 1980: Punkt widzenia (episódio 5)
- 1981: Przyjaciele (episódio 4)

## Publicações
- Teatr za kulisami i na scenie, Oficyna wydawnicza "Rytm”, Warsaw 1995, ISBN 83-85249-98-2.
- Teatr – plotki, aktorzy, wspomnienia zza kulis, Oficyna wydawnicza "Rytm”, Warsaw 1995, ISBN 83-85249-51-6.
- Ludzie teatru – mijają lata, zostają wspomnienia, Oficyna wydawnicza "Rytm”, Warsaw 2000.
- Czas który minął, Oficyna wydawnicza "Rytm”, Warsaw 2009, ISBN 978-83-7399-356-3.
- Przekraczam setkę. Zapis wspomnień 2018-2019, Wydawnictwo ZASP, Warsaw 2020, ISBN 978-83-952549-1-8.

## Honras e prêmios
- Medalha do Centenário da Independência Recuperada, 2020
- Cruz de Comandante da Ordem da Polônia Restituta, 2012
- Medalha Pro Mazóvia, 2012[18]
- Prêmio Félix de Varsóvia, 2011
- Cruz de Oficiais da Ordem da Polônia Restituta, 2001
- Cruz de Cavaleiro da Ordem da Polônia Restituta, 1987
- Medalha do 40º Aniversário da Polônia Popular, 1986
- Cruz Dourada do Mérito, 1979